# 龍岡公園 (中壢區)
龍岡公園及新龍岡公園，是位於臺灣桃園市中壢區龍岡圓環旁之公園。
龍岡公園毗鄰龍岡文藝活動中心，早年以林蔭及池塘借景為周遭居民所稱道，惟該公園旁的池塘屬私人所有，地主因池岸護堤崩塌而將池塘以圍籬圍起，遂無法清潔池畔垃圾、維護環境之美觀。
新龍岡公園則緊鄰桃園市政府消防局龍岡分隊及中壢龍岡郵局，與龍岡公園隔龍岡路三段相望，內有龍岡里集會所、池塘及抗旱水井等設施。